# OK금융그룹

## 개요
OK금융그룹은 1999년 금융업에 첫 발을 내디딘 이후 현재 OK저축은행·OK캐피탈·OK인베스트먼트파트너스 등 계열사를 산하에 두고 7가지 분야의 사업을 영위하는 금융그룹으로 성장했다. 2023년 10월 그룹의 모태였던 소비자금융업에서 철수하며 '종합금융그룹 도약'을 위한 새로운 도전을 예고했으며, 그 일환으로 증권사·자산운용사 등 새로운 금융사 인수를 추진해 사업영역을 넓혀 나가겠다는 청사진을 밝힌 상태다.

## 역사
지난 2002년 소비자금융회사 ‘원캐싱’을 설립한 최윤 OK금융그룹 회장은 국내에서 활동하던 일본계 소비자금융업체인 ‘아에루(AEL)’의 부도에 ‘A&O’가 매물로 나오자, 재일교포 상공인들을 설득해 ‘A&O대부’와 ‘프로그레스대부’ 등 7개 업체를 차례로 인수했다. 이후 최 회장은 서비스 고도화를 위해 파격적인 금액을 투자하며 미국 최대 신용정보회사의 신용평가시스템을 도입했으며, 안정적인 연체율을 유지하며 탄탄한 수익 기반을 만들었다. 최윤 회장 주도 아래 사업 초기 소비자금융업에 대한 부정적인 인식을 희석시키기 위한 활동에 집중했으며, 이를 위해 ‘러시앤캐시’라는 브랜드 TV광고를 진행해 브랜드 론칭 1년만에 흑자 전환했다.
본격적으로 제도권 금융 시장의 문을 두드리며 지난 2010년 부산저축은행을 시작으로 제2금융권인 저축은행 인수를 추진했지만 일부 저축은행의 부실 정도가 심했던 데다, ‘소비자금융업’ 출신이라는 현실적인 장벽에 가로막혀 수 차례 고배를 마셨다. 거듭된 실패에도 불구하고 도전을 이어간 결과 저축은행 인수를 추진한지 4년 만에 ‘예나래저축은행’과 ‘예주저축은행’을 품에 안는데 성공했다. 최윤 OK금융그룹 회장이 초대 대표이사를 역임하면서 저축은행 사명을 ‘OK저축은행’으로 변경했다. OK는 ‘오리지널 코리안(Original Korean)’의 앞 글자를 딴 것으로, ‘진짜 한국인’이라는 긍지와 ‘토종 대한민국 저축은행’이라는 점을 강조하고 있다.
OK금융그룹은 저축은행을 인수한 후에도 책임·투명·윤리의 경영 원칙을 기반으로 사업을 확장해 나갔다. 최 회장은 수 차례의 도전 끝에 지난 2015년 한국씨티은행의 자회사인 ‘씨티캐피탈’의 우선협상자로 선정, 사명을 ‘OK캐피탈’로 바꾸며 제도권 금융 내 무대를 넓혀가고 있다. 그 결과 OK금융그룹은 출범 20년 만에 공정자산 총액이 5조원을 넘겨, 공정거래위원회가 지정하는 대기업집단에 이름을 올렸다.
2023년 10월에는 오케이넥스트(舊 아프로파이낸셜대부)의 소비자금융업 관련 라이선스 반납을 끝으로 10여년간 단계적으로 추진해 온 소비자금융업 철수에 종지부를 찍었다. 소비자금융업 철수를 마무리 지은 OK금융그룹은 사업 포트폴리오를 재편해 '진정한' 종함금융그룹으로 발돋움할 계획으로, 향후 증권사·자산운용사 등 새로운 금융사 인수를 추진해 사업 영역을 넓혀 나가겠다는 구상이다.